# Мигашко, Максим Михайлович
Макси́м Миха́йлович Мига́шко (укр. Максим Михайлович Мигашко; род. 6 июля 1982, Киев) — украинский футболист, игравший на позиции защитника

## Биография
Воспитанник киевской ДЮСШ «Смена», первый тренер — Анатолий Алексеенко. Профессиональную карьеру игрока начал в кировоградской «Звезде», выступавшей в первом дивизионе чемпионата Украины. Выступая за кировоградцев на протяжении четырёх сезонов, в 2003 году в составе команды стал победителем первой лиги и завоевал право выступать на наивысшем уровне украинского футбола. Дебютировал в элитном дивизионе 17 августа 2003 года, на 79-й минуте выездного матча против львовских «Карпат» заменив Алексея Дерипапу. В течение сезона в высшей лиге появлялся на поле почти в половине матчей, не отыгрывая основных ролей. По ходу чемпионата у команды начались финансовые неприятности, и в итоге «Звезда» заняла последнее, 16-е место в турнирной таблице, а на следующий год не смогла заявиться в первую лигу. В связи с этим Мигашко был вынужден искать новый клуб.
В 2004 году перешёл в луганскую «Зарю», которую возглавил бывший тренер «Звезды» Юрий Коваль. На протяжении сезона 2004—2005 годов был одним из основных игроков команды и помог клубу завоевать бронзовые награды Первой лиги. Тем не менее, следующий чемпионат начал в составе киевской «Оболони», цвета которой защищал в течение полутора лет. В 2007 году провёл полсезона в хмельницком «Подолье», после чего вернулся в «Оболонь», где был игроком глубокого запаса, больше времени проводя в «Оболони-2» во второй лиге. В 2009 году подписал контракт с возглавляемой Ковалем «Александрией», где завершил профессиональную карьеру, отыграв 5 матчей за команду в первом дивизионе. По окончании выступлений, играл за любительские клубы из Киева и Киевской области.

## Достижения
- Победитель первой лиги Украины: 2002/03
- Бронзовый призёр первой лиги Украины (3): 2004/05, 2005/06, 2007/08